# Медичний фаховий коледж Харківського національного медичного університету
Медичний коледж Харківського національного медичного університету — державний вищий навчальний заклад II рівня акредитації — структурний підрозділ Харківського національного медичного університету, що розташований у Харкові.

## Історія
Медичний коледж було засновано 1937 року за ініціативою начальника Лікарсько-санітарної служби Південної  залізниці Олексія Володимировича Сиворонова. Коледж розташовувався у напівпідвальному приміщенні і мав назву Фельдшерсько–акушерська школа. Першими очільниками школи медсестер були Володимир Львович Давидов ― організатор педіатричної служби в  місті Харкові та хірург 1-ї дорожньої лікарні Кашуба Іван Семенович. На двох відділеннях школи готували акушерок і медичних сестер для дитячих  ясел. У 1937 році відкрилося фармакологічне відділення. Перший випуск медсестер відбувся у 1939 році. У 1940 році відкрилися курси підвищення кваліфікації для медичних працівників. Відомості про історію Медичного коледжу в роки Німецько-радянської війни майже не збереглися. 
Харківська залізнична фельдшерська школа знову розпочала підготовку спеціалістів у вересні 1945 року. Протягом 1945–1949 років школою керував Ковомирський Олександр Карпович. У 1949–1958 роках посаду директора школи обіймав Іващенко Борис Дмитрович. Упродовж 1945–1956 років заняття проводились на базі І-ї дорожньої клінічної лікарні. Лише у 1956 році школа отримала приміщення по вулиці Мала Панасівка, 25. 
У 1958–1976 роках школа мала назву Харківське медичне училище Південної залізниці. Торопов Сергій Андрійович очолював школу у 1958–1962 роках. Директором школи у 1962–1976 роках був Крупін Афанасій Антонович. Упродовж 1976–1996 років школа працювала під керівництвом директора – кандидата медичних наук, відмінника охорони здоров’я  СРСР, відмінника народної освіти УРСР Віктора Євгеновича Ільченка.
1996 року директором Харківського медичного училища Південної залізниці став Безносенко Борис Іванович – кандидат медичних наук, відмінник охорони здоров’я, почесний залізничник.
Від 2002 року Медичний коледж очолює Лебединець Тетяна Михайлівна – кандидат педагогічних наук, викладач-методист, викладач вищої кваліфікаційної категорії. 
У 2006 році Харківське медичне училище Південної залізниці було передано до сфери управління Міністерства охорони здоров'я і отримало назву Державний вищий навчальний заклад «Харківське медичне училище».
2007 року навчальний заклад увійшов до складу Харківського державного медичного університету як структурний підрозділ.
Мав назву Харківського медичного училища Харківського національного медичного університету.

## Структура, спеціальності
Коледж готує:
- молодших спеціалістів за фахом «Сестринська справа», «Акушерська справа» та «Лікувальна справа»;
- бакалаврів за фахом «Сестринська справа» та «Лабораторна діагностика».